# Фуэнтес, Педро Энрикес де Асеведо
Пе́дро Энри́кес де Асеве́до (исп. Pedro Enríquez de Acevedo; 18 сентября 1560, Самора — 22 июля 1610, Милан) — испанский государственный деятель и полководец, носивший по супружескому праву титул графа Фуэ́нтеса.
Замеченный герцогом Альбой во время похода в Португалию, он в 1589 году получил командование отрядом, который оборонял Лиссабон от Английской армады.
Военная репутация его окончательно установилась в Нидерландах, где он командовал с 1591 года и где потом, в 1594—1596 годах, сменил Мансфельда в кресле генерал-губернатора. Ожесточенный враг Франции, он увлек в союз против неё герцога Савойского и привлёк маршала Бирона к заговору против Генриха IV.
В качестве губернатора испанской Ломбардии (с 1600) возбудил ненависть венецианцев и других итальянцев; для обороны Вальтеллины выстроил и назвал своим именем мощную крепость.